# 克林頓 (加利福尼亞州)
克林頓（英語：Clinton，原名Sarahville、Sarahsville、Lincoln）是位於美國加利福尼亞州阿馬多爾縣的一個非建制地區。

## 地理
克林頓的座標為38°22′34″N 120°40′06″W / 38.37611°N 120.66833°W，而該地的平均海拔高度為601米（即1972英尺）。